# 佐谷和彦
佐谷 和彦（さたに かずひこ、1928年3月25日 - 2008年5月23日）は、日本の画商。京都府生まれ。1978年に佐谷画廊を設立。東京画廊・山本孝、南画廊・清水楠男を日本において近代・現代の美術を扱う画商の第一世代とすると、第二世代を代表する一人であった。
「企画展の内容こそが、画廊の仕事を表現するものだ」とする信念によって、国内外の20世紀美術の作家を取り扱い、数多くの展覧会を実施。展覧会に際して制作した自らのあとがきエッセイを付したカタログは100冊を超え、自著も少なくない。1988年刊の著書「画廊のしごと」は、画商自身が画廊経営について論じた本の嚆矢として、美術業界を目指す後進の参考にされることがしばしばあった。
詩人・瀧口修造と、彼が交流を持った作家たちをとりあげた「オマージュ 瀧口修造」展は、計21回開催。佐谷の瀧口に対する敬愛の念がうかがえる展覧会企画であった。

## 略歴
- 1928年　京都府舞鶴市生まれ
- 1953年　京都大学経済学部卒業、農林中央金庫入社
- 1973年　農林中央金庫退社、株式会社南画廊入社
- 1977年　株式会社南画廊退社
- 1978年　佐谷画廊を京橋に開業
- 1982年　佐谷画廊を銀座4丁目に移転
- 2000年　佐谷画廊を荻窪の自宅に移転
- 2008年　食道癌のため、5月23日に逝去

## 著書
- 『知命記 ある美術愛好家の記録』 佐谷画廊 1978年
- 『私の画廊―現代美術とともに―』 佐谷画廊出版部 1982年
- 『画廊のしごと』 美術出版社 1988年
- 『アート・マネージメント 画廊経営実感論』 平凡社 1996年
- 『原点への距離―美術と社会のはざまで』 沖積舎 2002年
- 『佐谷画廊の三〇年』 みすず書房 2007年